# Caspoggio
Caspoggio (lombardul: Caspösg) település Olaszországban, Sondrio megyében. Lakosainak száma 1346 fő (2023. január 1.). Caspoggio Chiesa in Valmalenco, Lanzada, Montagna in Valtellina és Torre di Santa Maria községekkel határos.

## Népesség
A település népességének változása:
| Lakosok száma | 1393 | 1377 | 1346 |
|               | 2017 | 2018 | 2023 |